# Iglesia de la Mantería (Zaragoza)

La iglesia de la Mantería o más correctamente dicho Iglesia de Santo Tomás de Villanueva del antiguo convento de agustinos de la Mantería es una iglesia de estilo barroco sita en Zaragoza, España, ubicada en la plaza de San Roque.

## Historia
La iglesia pertenecía al monasterio de Santo Tomás de Villanueva, perteneciente a frailes agustinos observantes. El conjunto fue mandado construir por el arzobispo de Zaragoza, Francisco Gamboa, y el obispo de Huesca, Bartolomé de Fontcalda, entre 1663 y 1683. Desde 1883 forma parte de las escuelas de las madres escolapias. 
En la actualidad, la fachada de la iglesia, flanqueada por dos torreoncillos, forma uno de los lados de la Plaza de San Roque, antiguamente llamada Plaza de la Mantería, en El Coso. El interior está completamente cubierto por pinturas realizadas por Claudio Coello, pintor real, y su ayudante Sebastián Muñoz, que se trasladaron a Zaragoza durante dos años, entre 1683 y 1685, para finalizar el encargo. Las pinturas, de excepcional colorido y fantasía, resulta muy complejo, mostrando frutas, angelotes, guirnaldas, celajes, cortinas y arquitecturas fingidas, además de medallones con las virtudes y diversos retratos de personajes. La cúpula central muestra la glorificación de la Trinidad. De la extensión original de las pinturas, sólo se conservan, a partir de las cornisas, las de los techos y cúpulas, habiéndose perdido las de la parte inferior de las paredes, aproximadamente la mitad de la superficie pintada originalmente. Con el derrumbamiento reciente de una cúpula se han perdido también las pinturas que la cubrían. El resto parece estar en bastante mal estado, temiéndose su pérdida si no se restaura.

## Biografía
- 100 motivos para enseñar tu ciudad. Conoce la Zaragoza monumental folleto editado por el Ayuntamiento de Zaragoza
- Fatás, Guillermo, (coord.) Guía histórico-artística de Zaragoza, Zaragoza, Ayuntamiento (Servicio de acción cultural), 19913. ISBN 84-86807-76-X.
- Izquierdo, Pascual (2006). Guía total. Zaragoza. Madrid: Anaya. ISBN 84-9776-256-7 |isbn= incorrecto (ayuda).
- Laborda Yneva, José, Zaragoza: guía de arquitectura / an architectural guide, Zaragoza, Caja de Ahorros de la Inmaculada de Aragón, D.L. 1995, ISBN 84-88305-28-1.